# Енергія (Херсон)
Міні-футбольний клуб «Енергія» або просто «Енергія»  — український футзальний клуб з міста Херсон. У сезоні 1993/94 років виступав у Вищій лізі України з футзалу, де посів 12-е місце..

## Хронологія назв
- 1992: «Омета» (Херсон)
- 1992: «Енергія» (Херсон)
- 2002: Клуб розформовано

## Історія
Футзальний клуб «Омета» заснований 1992 року в Херсоні. Клуб отримує право участі в кубку країни 1992/93 років починаючи з першого відбіркового турніру. Зональні змагання проходять в Херсоні, окрім місцевих «Омети» й «Супутника» в них беруть участь київський «Зварювальник» і запорізька «Ліанда». У підсумку «Омета» стає переможцем першого зонального турніру й отримує право продовжити участь в кубку. Другий зональний турнір пройшов у Черкасах, де «Омета» не зуміла вийти з групи у фінальний турнір за участю восьми найкращих команд країни.
Наступного сезону «Омета» заявляється до вищої ліги чемпіонату України. За результатами першого кола «Омета» не потрапляє до вісімки найкращих команд, які продовжують боротьбу за медалі. У підсумковій таблиці херсонський клуб займає 12 місце з 16-и учасників.
У кубку країни 1993/94 «Омета» проводить одну гру, поступившись в грудні 1993 року одеському «Локомотиву» з рахунком 2:10. Потім клуб відмовився від подальших виступів у чемпіонатах України та довго не виступав у професіональних змаганнях. Лише в сезоні 2001/02 років під назвою «Енергія» (Херсон), стартував у Першій лізі, де посів 7-е місце, але потім відмовився від подальших виступів та був розформований.

## Досягнення
- Чемпіонат України
  - 12-е місце (1): 1993/94

- Перша ліга України
  - 7-е місце (1): 2001/02

## Домашня арена
Домашні матчі проводив в Спортивному манежі Херсона, який вміщує 1500 глядачів.

## Спонсори
- Херсонобленерго